# Jacques Amisselle
Jacques Amisselle, genannt Saint-Brieuc, war ein französischer Maler und Vergolder, tätig im 18. Jahrhundert in Nantes.
Er ist nur durch Urkunden aus der Zeit zwischen 1748 und 1762 bekannt und wohnte in der rue de Guérande.
Er war verheiratet mit Marie Moisan oder Moizan und hatte fünf Kinder,  Marie-Elisabeth, getauft am 15. November 1748, Yves, getauft am 2. März 1753, René-François und zwei weitere.